# Пиксимово
Пиксимово — деревня в Вашкинском районе Вологодской области. Административный центр Пиксимовского сельского поселения.
С точки зрения административно-территориального деления — центр Пиксимовского сельсовета.
Расстояние по автодороге до районного центра Липина Бора — 40 км. Ближайшие населённые пункты — Исаково, Прокино, Ростани.
По переписи 2002 года население — 152 человека (71 мужчина, 81 женщина). Преобладающая национальность — русские (98 %).